# イーゴル・エンガンガ
イーゴル・エンガンガ（フランス語: Igor N'Ganga、1987年4月14日 - ）は、コンゴ共和国の元サッカー選手。元コンゴ共和国代表。現役時代のポジションはDF。

## クラブ歴
FCローザンヌ・スポルトで選手となった。2005年にBSCヤングボーイズに移籍。その後、FCシャフハウゼンに移籍した。
2011年にFCアーラウに移籍。2014年11月のFCチューリッヒ戦では相手のアミン・シェルミティが蹴ったペナルティキックをゴールキーパーのジョエル・マルが弾き、その球をシェルミティがシュートし、更にマルが弾き、三度シェルミティがシュートした所を、マルの上を跳んでいたエンガンガが後ろ向きでクリアするという一幕があり、彼はメディアに取り上げられた。

## 代表歴
2011年3月27日に行われたアフリカネイションズカップ2012予選のガーナ代表戦でコンゴ共和国代表として初出場。その後、アフリカネイションズカップ2015のメンバーに選ばれた。